# Dr. Csont (hetedik évad)
A Dr. Csont című televíziós sorozat hetedik évadának premierjét 2011. november 3-án sugározta a Fox Network. Az epizódokat a megszokott időpontban, csütörtök este 9 órakor vetíti a csatorna. Emily Deschanel terhessége miatt a széria csak 13 részes lesz.
A szériát Magyarországon az RTL Klub kezdte el vetíteni 2012. december 3-án, továbbra is hétfő esténként.

## Epizódok
|  | Alább a cselekmény részletei következnek! |

| Epizód száma | Epizód címe                                             | Vetítés időpontja az USA-ban / Magyarországon |
| --- | ------------------------------------------------------- | --------------------------------------------- |
| 7.01 | The Memories in the Shallow Grave / Halottkémek tévúton | 2011. november 3. / 2012. december 3.         |
| A csapat az erdőben egy eltemetett testet talál. Később kiderül, hogy egy lányról van szó aki sokszor eltűnt otthonról. A helyszíni nyomok félrevezetik a halottkémeket és Bones furcsa felfedezést tesz az erdőben. |                                                         |                                               |
| 7.02 | The Hot Dog in the Competition / Szerepcsere            | 2011. november 10. / 2012. december 10.       |
| Új gyakornok kerül az intézetbe. Finn fiatalkorúak börtönéből került ki, de mindenkit lenyűgöz képességeivel, Camnek viszont nem örül annyira. Brennan nem mondta el az ultrahangvizsgálat részleteit Boothnak és ez neki nem esik jól ezért egy napra szerepet cserélnek.                                                                             |                                                         |                                               |
| 7.03 | The Prince in the Plastic / Ez nem játék!               | 2011. november 17. / 2012. december 17.       |
| Egy játékgyártó cég alkalmazottját eltemetve találják egy parkban, mellette cégének egyik legelső és legjobban eladott terméke, a Szöszke Herceg. |                                                         |                                               |
| 7.04 | The Male in the Mail / Lottózni veszélyes               | 2011. december 1. / 2013. március 11.         |
| Egy postahivatal kézbesíthetetlen küldeményei között több dobozban feldarabolt emberi maradványokat találnak. Egy szállítói cég alkalmazottaira terelődik a gyanú. Booth apja meghal, Bones hiába igyekszik segíteni rajta, a férfi nem beszél érzelmeiről.                                                                                            |                                                         |                                               |
| 7.05 | The Twist in the Twister / Viharvadász                  | 2011. december 8. / 2013. március 18.         |
| Emberi maradványokra bukkannak egy gyerektáborban, melyet egy tornádó sodort a helyszínre. Hodgins és Angela egyre kimerültebb az éjszakai alváshiány miatt, csak nehezen bízzák fiúkat Angela apjára. |                                                         |                                               |
| 7.06 | The Crack in the Code / Csontba kódolt üzenet           | 2012. január 12. / 2013. március 25.          |
| Az Amerikai Történeti Múzeum egy termében Lincoln szobra előtt egy véres koponyára és a hozzá tartozó gerincoszlopra bukkannak. A szobron vérrel írt üzenetet is hagyott az elkövető. Booth-nak és Bonesnak meg kell találniuk egy zseniális gyilkost, és közben a közös otthonukat is.                                                                |                                                         |                                               |
| 7.07 | The Prisoner in the Pipe / Börtönlázadás                | 2012. április 2. / 2012. április 8.           |
| Egy rabot megölnek a börtönben és azután egy csatornába rejtik el ami egy kertvárosi család wc-éhez vezet. Brennan-nek és Boothnak ki kell derítenie, hogy mi történt a rabbal. De közben Bonesnál megindul a szülés. |                                                         |                                               |
| 7.08 | The Bump in the Road / Az országút vándora              | 2012. április 9. / 2012. április 15.          |
| Bones lánya születése után először megy vissza dolgozni éppen ezért Booth aggódik, hogy nem kellene még otthon maradnia de Brennan nem szeretne mert szükség van rá, ami igaz mert amint vissza megy dolgozni rögtön egy gyilkossággal kell kezdenie. Az áldozat egy kuponokkal spóroló hölgy akiről azt feltételezik, hogy a kuponok miatt ölték meg. |                                                         |                                               |
| 7.09 | The Don't in the Do / Tenni vagy nem tenni              | 2012. április 16. / 2012. április 22.         |
| Egy szeméttelepen kékre színeződött hullát találnak. Hodginsnak kihívás kideríteni, hogy mibe mártották a testet. Az okok lehetnek: rituálé, egy másik rivális szalon és akár szervrablás is. |                                                         |                                               |
| 7.10 | The Warrior in the Wuss / A harcos útja                 | 2012. április 23. / 2013. április 29          |
| Booth fia Parker hamarosan hazatér Angliából, hogy lássa újonnan született kishúgát. Brennan szerint kissé furán viselkedik ezért Booth azt gondolja, hogy Parker féltékeny húgára de kiderül, hogy csak egy meglepetéssel készül. |                                                         |                                               |
| 7.11 | The Family in the Feud / Vissza a középkorba            | 2012. április 30. / 2013. május 6.            |
| Mobley és a Babcock család hosszú ideje haragosak egymásra. Az egyik klánfőnök meghal. Christine-t kitiltják a bölcsődéből, így bébiszittert kell Booth-éknak. |                                                         |                                               |
| 7.12 | The Suit on the Set / Hullajó film                      | 2012. május 7. / 2013. május 13.              |
| Bones könyvét megfilmesítik ezért ő és Booth elutaznak L.A.-be, de ott gyilkosság történik. Camről kiderül, hogy nem csak halottkémként dolgozott. |                                                         |                                               |
| 7.13 | The Past in the Present / Kísért a múlt                 | 2012. május 14. / 2013. május 27.             |
| Újra felbukkan Christopher Pelant, akire a csapat nem tudott egy bűntettet rábizonyítani. A nyomozás komoly fordulatot vesz amikor a csapat egyik tagja is gyanúba kerül. |                                                         |                                               |